# واغادوغو

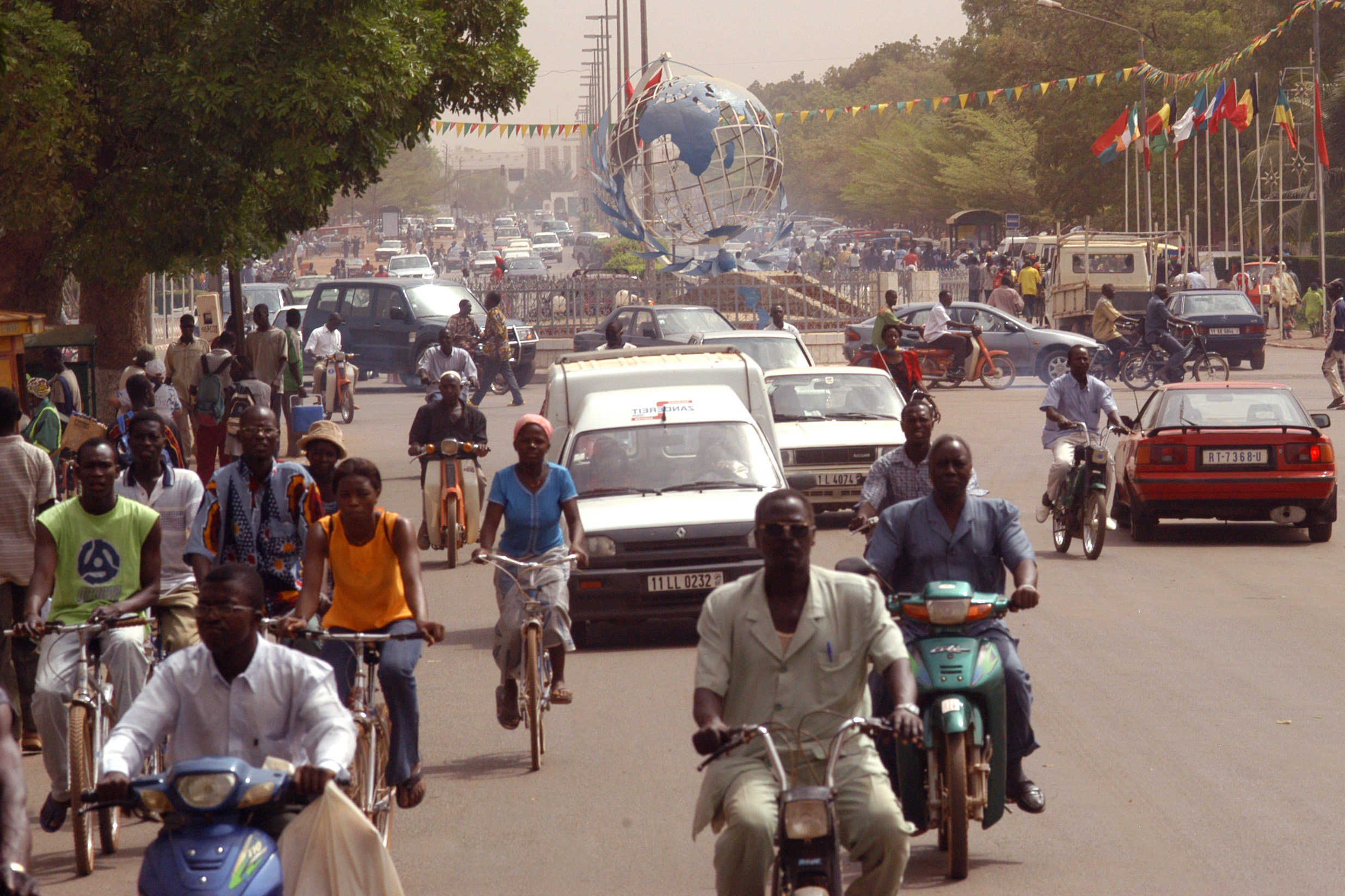
واغادوغو

واغادوغو (Ouagadougou) هي عاصمة بوركينا فاسو وأكبر مدنها. عدد سكانها 1,181,702 نسمة(2006). مناخها استوائي، وتعدّ مركزا مهما لتصدير الماشية والقطن والذهب والفوسفات.

## مدن شقيقة

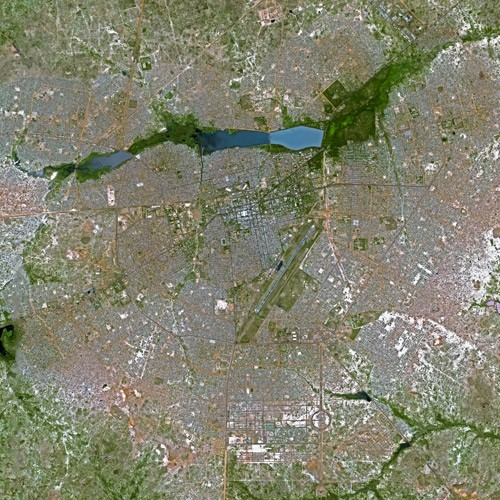
واغادوغو من القمر الصناعي

- الرياض ، المملكة العربية السعودية
- مدينة الكويت، الكويت
- كيبيك، كندا
- تورينو، إيطاليا
- سان مينياتو، إيطاليا
- غرونوبل، فرنسا
- ليون، فرنسا

## النقل

### المطار
يقع مطار واغادوغو في وسط المدينة، يستعمل للنقل المدني وأيضاً لأغراض عسكرية، لكن بحكم موقعه وسط المدينة فهو يشكل مخاطر وقد قررت الحكومة إنشاء مطار جديد على بعد 30 كيلومترا من العاصمة.

## أعلام
- باكاري كوني
- ادريسا ويدراوغو
- ميشيل كافاندو
- بليز كومباوري
- جوناتان بيترويبا
- توماس سانكارا
- ساي زربو
- ليلى العلوي
- مصطفى ألاسان
- روش مارك كريستيان كابوري